# Le Chien qui louche
Le Chien qui louche est un album de bande dessinée d'Étienne Davodeau, coédité par Louvre éditions et Futuropolis et paru le 24 octobre 2013.

## Synopsis
Fabien, agent de surveillance au musée du Louvre, est amoureux de Mathilde Benion ; tous deux se rendent en Maine-et-Loire pour rencontrer la famille Benion : les deux frères, le père et le grand-père. Ils exercent le métier de fabricants de mobilier. Le récit prend la tournure d'une « comédie drolatique ». L'un des frères, en fouillant le grenier, retrouve une ancienne toile peinte par un ancêtre, Gustave Benion. De qualité médiocre, elle représente un chien qui louche. La famille Benion se méprend sur le commentaire de Fabien et croit que l'œuvre mérite une place au Louvre. Les Benion sont pressés d'y voir le tableau affiché avant le décès de leur grand-père. Le récit devient l'occasion d'une « balade artistique » dans le musée. Fabien est contacté par une société mystérieuse, La République du Louvre, par l'intermédiaire d'un certain André Balouchi. Le groupe mystérieux, qui rassemble des personnes farfelues entretenant des liens particuliers avec le musée, propose à Fabien de faire entrer le tableau au Louvre, établissant une intrigue parallèle qui nourrit le suspense : ce projet sera-t-il mené à bien ? Bien que Le Chien qui louche soit « une croûte immonde », les personnages prennent soin de ne pas le dévaloriser. Grâce à La République du Louvre, le tableau de l'ancêtre Benion finit par entrer au Louvre et y figurer, aux côtés du Radeau de La Méduse.

## Personnages
- Fabien est agent de surveillance au musée du Louvre, ce qui permet de représenter les coulisses du métier ; Fabien est amoureux de Mathilde[2] ;
- Mathilde Benion est travailleuse précaire, amoureuse de Fabien ;
- Les frères Benion, fabricants de meubles, sont « deux lourdauds »[2]
- André Balouchi, personnage mystérieux, aborde l'art sous un angle prosaïque[2] ; il est l'occasion d'inventer une loufoque République du Louvre[4].

## Choix artistiques
À travers cette narration humoristique, l'auteur propose « une réflexion sur l'Art et sa perception » et aborde la question des œuvres susceptibles d'entrer au musée. L'auteur prend le parti de dépeindre des personnages ordinaires, choix qui se retrouve dans ses autres œuvres. Davodeau emploie « trait généreux et fluide, en noir et blanc », au lavis. L'auteur, qui sortait d'un long travail sur Les Ignorants, a réalisé l'album dans une certaine improvisation. Il a préféré représenter les statues et montrer les œuvres sous un angle ludique.
À la fin du livre, Davodeau propose des explications sur les processus d'acquisition des œuvres au Louvre, à partir de renseignements collectés auprès de conservateurs et d'experts.

## Genèse de l'ouvrage

### Projet et réalisation
Étienne Davodeau, ayant appris la collaboration entre Futuropolis et le Musée du Louvre pour créer des bandes dessinées sur le sujet, a obtenu un laisser-passer permanent ; il s'est installé sur les lieux pendant un an et demi, allant jusqu'à y passer la nuit.
Étienne Davodeau déclare : « c'est ma première vraie comédie un peu déjantée. Je me suis beaucoup amusé ». Il explique avoir voulu s'immerger dans le Louvre afin de parler des œuvres de manière approfondie, en prenant le point de vue d'un surveillant : « quand j'ai lu Période glaciaire, le livre de Nicolas de Crécy autour du Louvre [paru en 2005], j'ai postulé pour vivre la même expérience : travailler sur ce musée. J'ai pu obtenir un merveilleux sésame, une carte permettant d'y accéder tout le temps, sans restriction aucune – même quand c'est fermé, même dans les salles où le public ne peut aller... J'y ai même passé une nuit avec mon ami David Prudhomme, auteur de La Traversée du Louvre, mais ne m'en suis pas servi pour l'album. Ah, je m'en suis goinfré, du Louvre, deux années durant ! ».

### Autour du musée du Louvre
Le Chien qui louche, et les deux albums cités supra par Étienne Davodeau font partie de la série de bandes dessinées coéditées par le musée du Louvre et les éditions Futuropolis : une douzaine d'albums a été publié.

## Réception
Le journal Le Parisien indique que l'album est « savoureux » et « est avant tout une farce réjouissante. »
Pour Laurence Le Saux, dans le magazine Télérama, l'ouvrage est  « une virée drôlatique avec les surveillants du Louvre », où l'auteur « s'est immergé [...] pour en tirer une comédie charmante. »
Pour Frédéric Potet dans le journal Le Monde, « le scénario du Chien qui louche est celui d'une comédie loufoque à laquelle on n'adhère que grâce au talent de celui qui la conte. »

## Distinctions
Étienne Davodeau a reçu en 2013 le prix « Grand Boum » du festival Bd BOUM de Blois en récompense de cet album.
L'album a été sélectionné pour plusieurs prix :
- Sélection Prix de la BD Fnac 2014[15]
- Sélection officielle Festival d'Angoulême 2014[16]
- Sélection prix du public Cultura 2014[16]
- 2015 :  Prix Peng ! de la meilleure bande dessinée européenne[15]